# Bertrand Traoré
Bertrand Isidore Traoré (* 6. September 1995 in Bobo-Dioulasso) ist ein burkinischer Fußballspieler. Der Offensiv-Allrounder steht aktuell bei Ajax Amsterdam unter Vertrag und ist Nationalspieler von Burkina Faso.

## Vereinskarriere
Traoré gehörte 2009 dem Nachwuchsbereich von ASF Bobo-Dioulasso an. Er spielte als Jugendlicher auch für AJ Auxerre.
Am 1. Januar 2014 wechselte er zum FC Chelsea. Er unterschrieb einen bis zum 30. Juni 2018 laufenden Vertrag und wurde bis zum Saisonende in die niederländische Eredivisie an Vitesse Arnheim ausgeliehen. Die Leihe wurde später auf die Saison 2014/15 ausgedehnt. Für Vitesse erzielte Traoré 16 Tore in 42 Ligaspielen.
Zur Saison 2015/16 kehrte er zum FC Chelsea zurück. In seiner ersten Saison in der Premier League bekam er zehn Einsätze, in denen er zwei Treffer erzielte. Am 12. August 2016 wechselte Traoré bis zum Ende der Saison 2016/17 auf Leihbasis zurück in die Eredivisie zu Ajax Amsterdam.
Zur Saison 2017/18 kehrte Traoré nicht mehr zum FC Chelsea zurück, sondern wechselte in die französische Ligue 1 zu Olympique Lyon. Sein Vertrag lief bis 2022. Dort absolvierte er neben 88 Ligaspielen, in welchen er 21 Treffer erzielen konnte, auch Spiele in der UEFA Europa League, UEFA Champions League, sowie beiden französischen Pokalwettbewerben absolvieren.
Mitte September 2020 gab Aston Villa bekannt, den Flügelspieler aus Lyon verpflichtet zu haben. Die Ablöse liegt bei 18,4 Millionen Euro, kann aber durch Bonuszahlungen auf 20,6 Millionen Euro steigen. Außerdem wird OL mit 15 % an einem Weiterverkauf beteiligt.
Im August 2022 wurde er bis zum Ende der Saison 2022/23 an den türkischen Erstligisten Istanbul Başakşehir verliehen.
Anfang Februar 2024 wechselte er nach Spanien zum FC Villarreal.
Im Sommer 2024 folgte ein Transfer zu Ajax Amsterdam.

## Nationalmannschaft
2009 nahm Traoré mit der burkinischen U-17-Auswahl an der U-17-Weltmeisterschaft in Südkorea teil. Als jüngster Spieler des Turniers kam er beim Erreichen des Achtelfinales in allen vier Turnierpartien zum Einsatz. 2011 gewann er mit Burkina Faso den U-17-Afrika-Cup, eine zweite WM-Teilnahme bei den U-17-Junioren verhinderten allerdings die Statuten der FIFA, die jedem Spieler nur eine Teilnahme gestatten.
Am 3. September 2011 debütierte Traoré kurz vor seinem 16. Geburtstag unter Nationaltrainer Paulo Duarte in der A-Nationalmannschaft von Burkina Faso während eines Freundschaftsspiels gegen Äquatorialguinea. Er folgte damit seinem Vater Feu Traoré Isaï und seinem größeren Bruder Alain Traoré nach, die beide ebenfalls das Nationaltrikot trugen. Duarte berief Traoré in das Aufgebot für den Afrika-Cup 2012, bei der er durch seine Einwechslung im Gruppenspiel gegen den Sudan zum drittjüngsten Spieler der Turniergeschichte wurde.